# 浮雲 (テレビドラマ)
『浮雲』（うきぐも）は、1976年1月5日～3月5日にTBS「花王 愛の劇場」枠にて放送された昼ドラマである。

## キャスト
幸田ゆき子
演 - 佐藤オリヱ
富岡謙吾
演 - 木村功
おせい
演 - 池波志乃
富岡邦子
演 - 柳川慶子
富岡やよい
演 - 木下ゆず子
清吉
演 - 高原駿雄
伊庭杉夫
演 - 菅野忠彦
ニユ
演 - 安藤純子

## 主題歌
- 「浮雲」（歌：北原ミレイ）
  - 作詞：吉田旺／作曲：中村泰士／編曲：馬飼野俊一